# Szypunowo (sielsowiet Szypunowo)
Szypunowo (ros. Шипуново) – wieś (sieło) w Rosji, w Kraju Ałtajskim, ośrodek administracyjny rejonu szypunowskiego. W 2010 liczyła 12 127 mieszkańców.